# Carina Stuffer
Carina Stuffer (5 maggio 1999) è un'ex sciatrice alpina tedesca.

## Biografia
Carina Stuffer, originaria di Samerberg, è figlia di Hans, a sua volta sciatore alpino. Specialista delle prove veloci attiva dal novembre del 2015, ha esordito in Coppa Europa l'11 gennaio 2018 a Innerkrems in supergigante e in Coppa del Mondo l'8 febbraio 2020 a Garmisch-Partenkirchen in discesa libera, in entrambi i casi senza completare la prova. Ha ottenuto il miglior piazzamento in Coppa Europa il 22 gennaio 2022 a Sankt Anton am Arlberg in discesa libera (9ª) e ha preso per la terza e ultima volta il via in Coppa del Mondo il 30 gennaio successivo a Garmisch-Partenkirchen in supergigante classificandosi 32ª, suo miglior risultato nel circuito; ha preso per l'ultima volta il via in Coppa Europa il 19 febbraio 2023 a Crans-Montana in discesa libera (36ª) e si è ritirata al termine di quella stessa stagione 2022-2023: la sua ultima gara in carriera è stata lo slalom gigante dei Campionati tedeschi 2023, disputato il 1º aprile a Plan. Non ha preso parte a rassegne olimpiche o iridate.

## Palmarès

### Coppa Europa
- Miglior piazzamento in classifica generale: 81ª nel 2022

### Campionati tedeschi
- 1 medaglia:
  - 1 argento (discesa libera nel 2021)